# Konföderáció

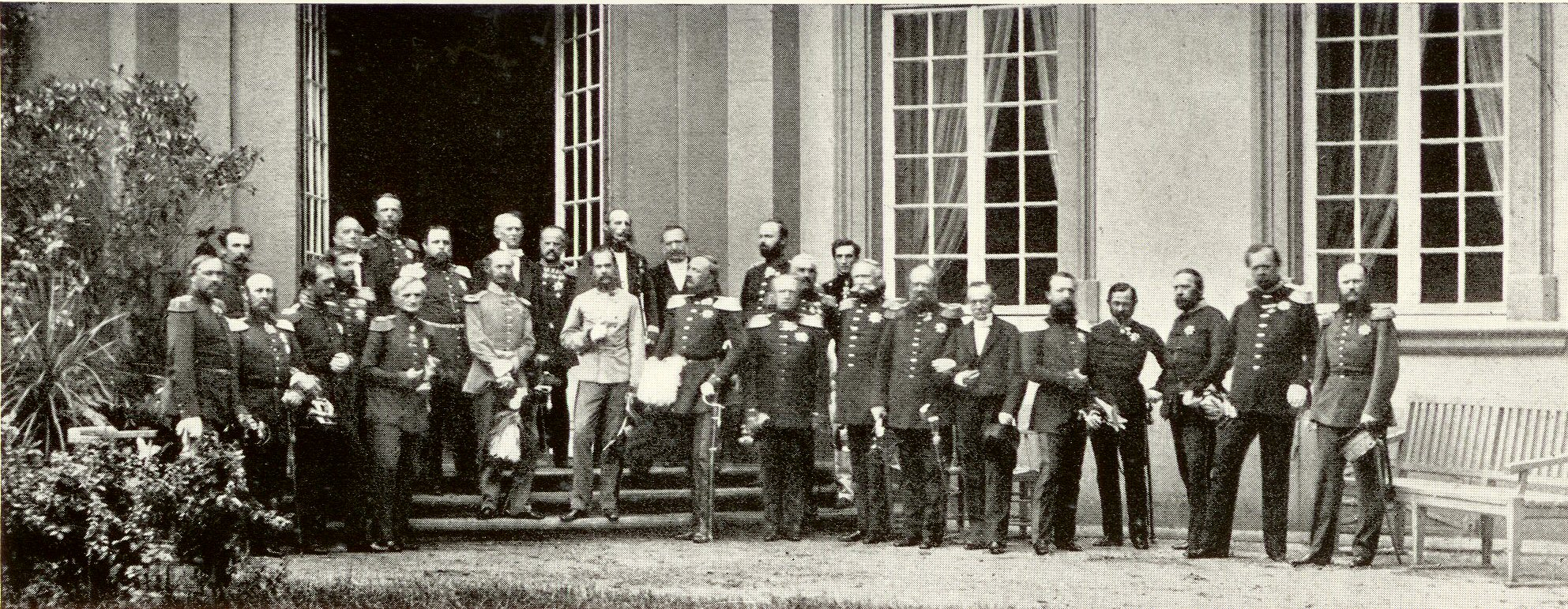
A Német Szövetség uralkodóinak találkozója Frankfurtban, 1863.

A konföderáció államjogi értelemben szuverén államok vagy közösségek olyan együttműködő csoportja, melynek tagjai megőrzik nemzetközi jogalanyiságukat, nem hoznak létre új, a tagállamok felett álló állami szervezetet, csak közös, illetve közössé tett ügyeik intézésére létesítenek közös szervezet(ek)et. Felső szerveik döntéseiket rendszerint egyhangúlag hozzák meg.
A konföderáció a történelem során gyakran átmenetként szolgált a szorosabb állami egység, a föderáció irányában. Más esetekben a konföderáció szétesett, mielőtt az együttműködés tovább mélyülhetett volna. Ilyen volt az arab egységtörekvések jegyében létrejött Egyesült Arab Államok. A föderációból a teljes függetlenség felé vezető úton is létrejöhettek konföderációs jellegű szervezetek, mint a Független Államok Közössége a volt Szovjetunió tagállamainak egy részéből.
A gyarmatbirodalmak bomlása során, a teljes függetlenség felé vezető úton is állomás lehetett a konföderáció, mint a Brit Birodalom széthullása után a Nemzetközösség, vagy a volt francia gyarmatok egy részéből alakult Francia Közösség, ami az 1960-as évekig működött.

## Történelmi és/vagy nem állami jellegű, konföderációnak nevezett szerveződések listája

### Magyar konföderációk
- A Rákóczi-szabadságharc idején, lengyel mintára, a  szécsényi konföderáció oklevelével létrehozott konföderáció (1705)

### Külföldi konföderációk
Az alábbiak közül némelyik perszonálunió volt, de konföderációs jellege miatt  ide is sorolható.
- Irokéz Konföderáció (1090–)
- Az Aragón Korona országai (1137–1716)
- Lengyel–Litván Unió (Unia polsko-litewska) (perszonálunió 1447–1492, illetve 1501–1569 között, (külön kormányzat, haderő, kincstár, törvénykezés, államhatár; közös uralkodó, országgyűlés és pénznem)
- Lublini unió (1569–1795): a Lengyel Korona és a Litván Nagyfejedelemség Köztársaságának konföderációja, Lengyelország harmadik felosztásáig állt fenn.
- Egyéb lengyelországi történelmi szövetségek
  - Varsói konföderáció (1573)(wd): a vallásszabadságon alapuló lengyel–litván unió alapokmánya (konfederacja warszawska).
  - Varsói Konföderáció (1704)(wd): a nagy északi háború idején a XII. Károly svéd királyhoz hű nemesek szövetsége (konfederacja warszawska).
  - Sandomierzi Konföderáció(wd) (1704): a nagy északi háború idején a I. Frigyes Ágost szász választófejedelemhez (Erős Ágosthoz) hű nemesek szövetsége (konfederacja sandomierska).
  - Dzikówi Konföderáció(wd) (1734): a lengyel örökösödési háborúban Stanisław Leszczyński királyhoz hű nemesek szövetsége (konfederacja dzikowska)
- Svájc (1291–1848), hivatalosan Svájci Államszövetség
- Egyesült Tartományok: a hét egyesült holland tartomány köztársasága (1581–1795)
- Írországi konföderáció (1641–1649)
- Új Angliai Konföderáció (1643–1684)
- Amerikai Egyesült Államok a konföderációs cikkelyek idején (1781–1789)
- Amerikai Konföderációs Államok, (1861–1865)
- Aro Konföderáció,  (1690–1902), a mai Nigéria, Kamerun és Egyenlítői-Guinea
- Afrikai Államok Uniója (1961–1963, Mali+Ghána+Guinea)
- Szenegambia (1982–1989, Szenegál+Gambia)
- Hanza-szövetség
- Új-Granadai Egyesült Tartományok (1810–1816), a mai Kolumbia)
- Póhatan Konföderáció
- Spanyol Karlista Államok (1872–1876)
- Szerbia és Montenegró (2003–2006)
- Egyesült Arab Köztársaság (de-facto konföderáció; 1958–1961, Egyiptom+Szíria; 1963, Egyiptom+Szíria+Irak)
- Arab Föderáció (de-facto konföderáció; 1958, (Irak+Jordánia)
- Arab Köztársaságok Szövetsége (de-facto konföderáció; 1972, Egyiptom+Szíria+Líbia)
- Arab Iszlám Köztársaság (de-facto konföderáció; 1974, Líbia+Tunézia)
- Peru-Bolíviai Konföderáció  (1836–1839)
- Kalmari unió (konföderációs perszonálunió; 1397–1523, Dánia+Svédország+Norvégia)
- Dánia–Norvégia (konföderációs perszonálunió; 1536–1814)
- Svédország–Norvégia perszonáluniója (konföderációs perszonálunió; 1814–1905)
- Közép-Amerikai Konföderáció (1842–1844, El Salvador+Guatemala+Honduras+Nicaragua)
- Equatori Konföderáció (1824) - Északkelet-Brazíliában
- Német egyesítések a Német-római Birodalom után
  - Rajnai Szövetség (1806) (1806–1813)
  - Német Szövetség (1815–1866)
  - Észak-német Szövetség (1866–1871), ebből alakult 1871-ben a Német Császárság